# Deltocephalus brunnescens
Deltocephalus brunnescens är en insektsart som beskrevs av William Lucas Distant 1908. Deltocephalus brunnescens ingår i släktet Deltocephalus och familjen dvärgstritar. Inga underarter finns listade i Catalogue of Life.